# Madison Smartt Bell
Madison Smartt Bell, né le 1er août 1957 à Nashville (Tennessee), est un écrivain et universitaire américain

## Biographie
Il passe son enfance à Nashville, et a vécu à New York et à Londres avant de s'installer à Baltimore, dans le Maryland. Il est diplômé de l'université de Princeton,où il remporte le prix Mathis Ward et le prix Francis LeMoyne Page, et de l'université Hollins, il y remporte le prix Andrew James Purdy pour la fiction.
Bell a enseigné dans divers programmes d'écriture créative et est professeur au en:Goucher College à Towson, dans le Maryland.
En outre, il a écrit des essais et des critiques pour Harper, la New York Review of Books,The New York Review of Books,, The Village Voice.
Il a été invité par le festival Étonnants voyageurs en 2009.
Il est marié à la poétesse Elisabeth Spire.